# Frank Roland Conklin
Frank Roland Conklin est un scénariste américain né le 5 avril 1887 à Atchison, Kansas (États-Unis), décédé le 8 novembre 1963 à Détroit (Michigan).

## Filmographie
- 1919 : Are Floor Walkers Fickle?
- 1920 : Back from the Front
- 1921 : Oh Buddy!
- 1921 : No Parking
- 1922 : A Barnyard Cavalier
- 1922 : Any Old Port
- 1922 : Choose Your Weapons
- 1923 : Take Your Choice
- 1923 : Back to the Woods
- 1925 : Que personne ne sorte ! (Seven Days)
- 1926 : Shore Shy
- 1927 : Splash Yourself
- 1927 : Swiss Movements
- 1928 : Bugs, My Dear!
- 1928 : Slick Slickers
- 1928 : A She Going Sailor
- 1929 : His Angel Child
- 1931 : Don't Divorce Him
- 1931 : What a Head!
- 1931 : The Mad Parade
- 1932 : That Rascal